# Loki

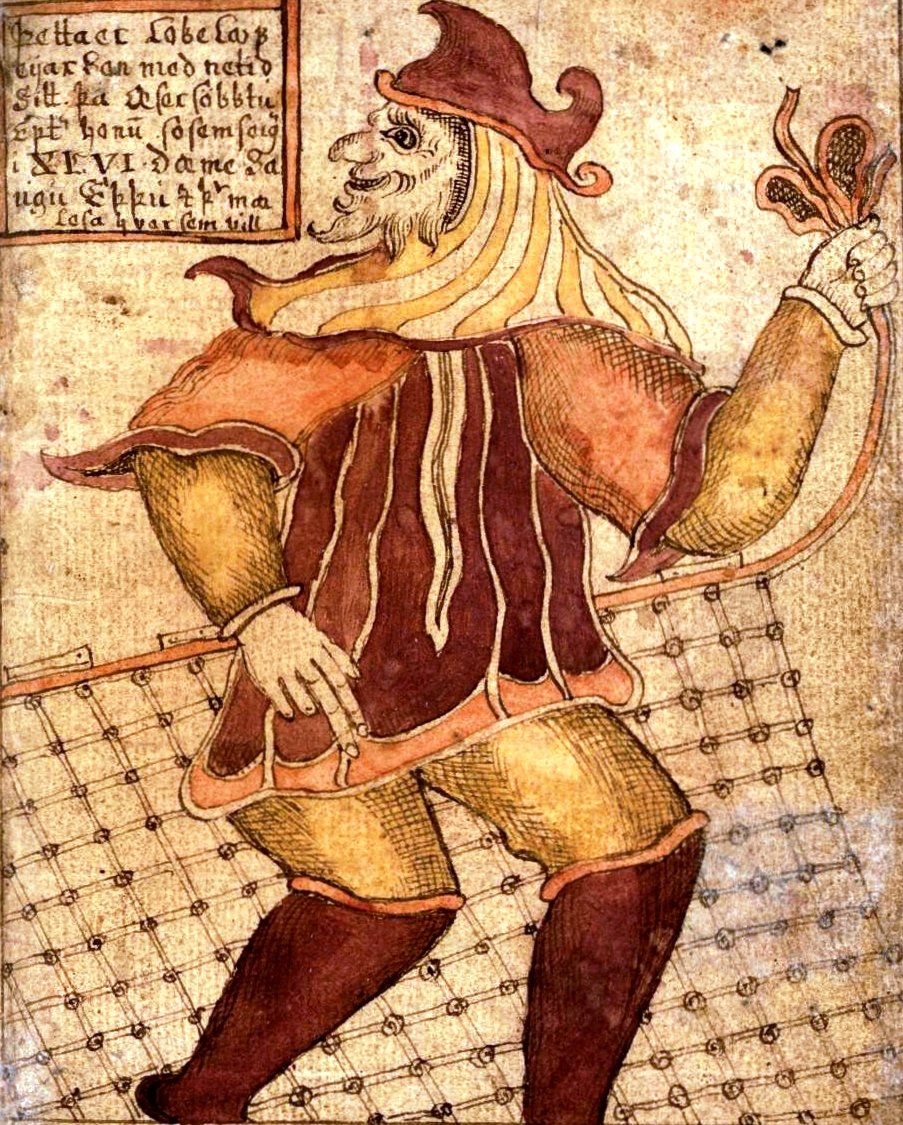
Loki với lưới đánh cá (theo Reginsmál) theo ảnh minh họa trong một trang sách Iceland vào thế kỷ 18 (SÁM 66)

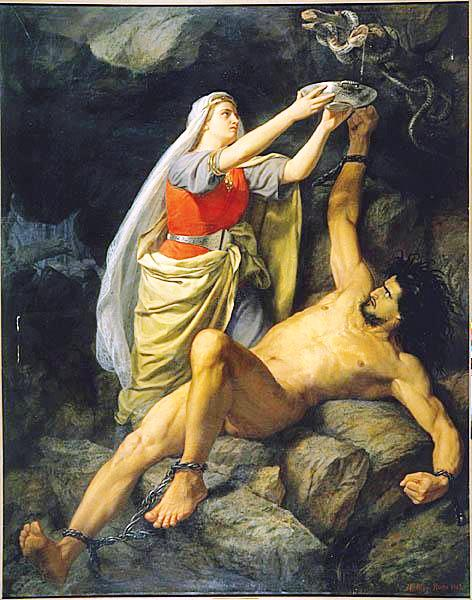
"Loki và Sigyn" (1863), tác phẩm của Mårten Eskil Winge.

Loki là một vị thần trong thần thoại Bắc Âu. Theo vài nguồn tư liệu, Loki là con của Fárbauti và Laufey, và là anh trai của Helblindi và Býleistr. Cùng anh trai kết nghĩa của mình là Odin, Loki sống ở Asgard.